# 黄金山 (広島市)
黄金山（おうごんざん）は、広島県広島市南区の南東部に位置する標高221.7mの山。

## 概要
東は坂町・呉方面、北は安佐南区方面、西は西区方面、南は広島湾と太田川デルタを一望することができる。このため、（TV塔を備えた山頂が2つ並び立つ）特徴的な形態ともあいまって、特に東方から道路・鉄道を通じて広島に入る際のランドマークともなっている。昼は憩いの場として、夜は広島市でも有数の夜景スポットとして親しまれている。山麓の旧道沿いは、原爆投下に際して大部分が山陰に入り爆風の被害を免れたため、土蔵など古い建造物が多く残っている。また桜並木が有名で、毎年桜の開花時期には登山道沿いに植えられた桜で山が桜色に染まり、花見の名所である。

## 地名
古くは一般に「馬耳山」「城山」の名で呼ばれていた。前者は形態、後者は山頂に城塞（仁保城）が築かれた史実に由来するものと考えられる。黄金山の名の由来には諸説ある。「瀬戸内特有の夕陽に黄金色に輝いて見えたから」「航海の安全のための狼煙が天を焦がすほどだったから」「麦畑の穂が黄金色に輝いていた」など諸説あるが、地元では「白い実をつける南天の根元を掘れば小判（黄金）が出る」という伝説が伝わっている。

## 歴史
広島市中心部（太田川下流のデルタ部）の大部分はかつては海であった。黄金山もその当時は江波、比治山、宇品島（元宇品）、向洋などと同様、広島湾に浮かぶ島のひとつで、仁保島と呼ばれていた。仁保島は広島湾に浮かぶ要害の1つとして重要拠点になっており、現在の山頂には仁保城（仁保島城とも）が築かれていた。江戸時代になって広島湾の干拓が進み、1662年、東新開（現在の東雲）の造成によって仁保島は比治山・段原などと地続きになった。明治以後、黄金山は行政上安芸郡仁保島村の村域であったが、1929年、同村が広島市に編入合併されてからは「仁保町」の一部となった。
第二次世界大戦後の黄金山は、1956年の市営住宅の建設など一方で山腹の宅地化が進行した。と同時に1958年には登山道路が開削、1959年には山頂にTV塔が設置されるなど、黄金山は公園（黄金山緑地）として整備され、山頂には展望台やレストハウスなどが設置された。1966年9月1日には町名が変更され、黄金山緑地を中心とする地域は仁保町から分離されて「黄金山町」となった。黄金山町は当初仁保小学校の学区であったが、1977年仁保小から分離して黄金山小学校（南区北大河町）が開校すると同小の学区に編入された。その後1986年〜1992年の仁保南団地の造成により、2000年8月には登山道から仁保中学校前を経由して同団地を通り「仁保車庫」に至る広電バスの路線（仁保南経由4号線）が新たに開業した（#交通参照）。

## 交通
- 広電バス4号線で、「広島駅前」バス停もしくは「県庁前」バス停より、「東本浦」バス停もしくは「仁保一丁目」バス停で下車「登山道入り口」の交差点より登山道を登る。「仁保車庫行（仁保南経由）」の場合、旭が丘団地入り口バス停下車、登山道を登る。
- 国道2号線本浦交番前の交差点より登山道入り口へ（南へ）入り、登山道を登る。徒歩の場合、登山道入り口から50分ほど掛かる。
- 黄金山緑地内は犯罪防止を目的として、1971年7月16日より23時 - 5時の間は立ち入り禁止となっている[1]。

## 施設
黄金山の山頂近くは自然公園「黄金山緑地」として整備されており、山頂には展望台、トイレ、黄金山ハウス（レストハウス）、および地上アナログテレビジョン放送送信所（後述）などが設置されている。また仁保城本丸および二の丸の石垣が残っている。黄金山緑地入り口手前には黄金山住宅（市営住宅）および黄金山配水池がある（以上、いずれも黄金山町内）。
山頂に連なる周辺の丘陵には観音寺（黄金山町）、仁保城出丸跡（北大河町?）、案内地蔵（本浦町）、邇保姫神社（西本浦町）などがあり、麓の旧道沿いには竈神社（仁保一丁目）、西福寺（仁保二丁目）、大銀杏（仁保三丁目）、住吉神社（仁保四丁目）などの寺社・旧跡がある（仁保地区および本浦地区参照）。

### 観音寺（観音堂）
山頂北側に位置し16世紀末、毛利氏時代に仁保城主となった三浦元忠（兵庫頭）の菩提寺として建立された。寺の山号は「黄金山」であり、黄金山の名が史料に現れる最初期のものである。境内には元忠のものと伝わる墓所が残されており（現在は碑銘が摩滅）、かつては元忠の法名を記した位牌もあったという。現在は無住となり、観音堂と墓石のみが残っている。なお、隣接する仁保中学校の校地（仁保一丁目）は山腹を切り開いて建設された。